# ヒエロニュムス・フォン・コロレド

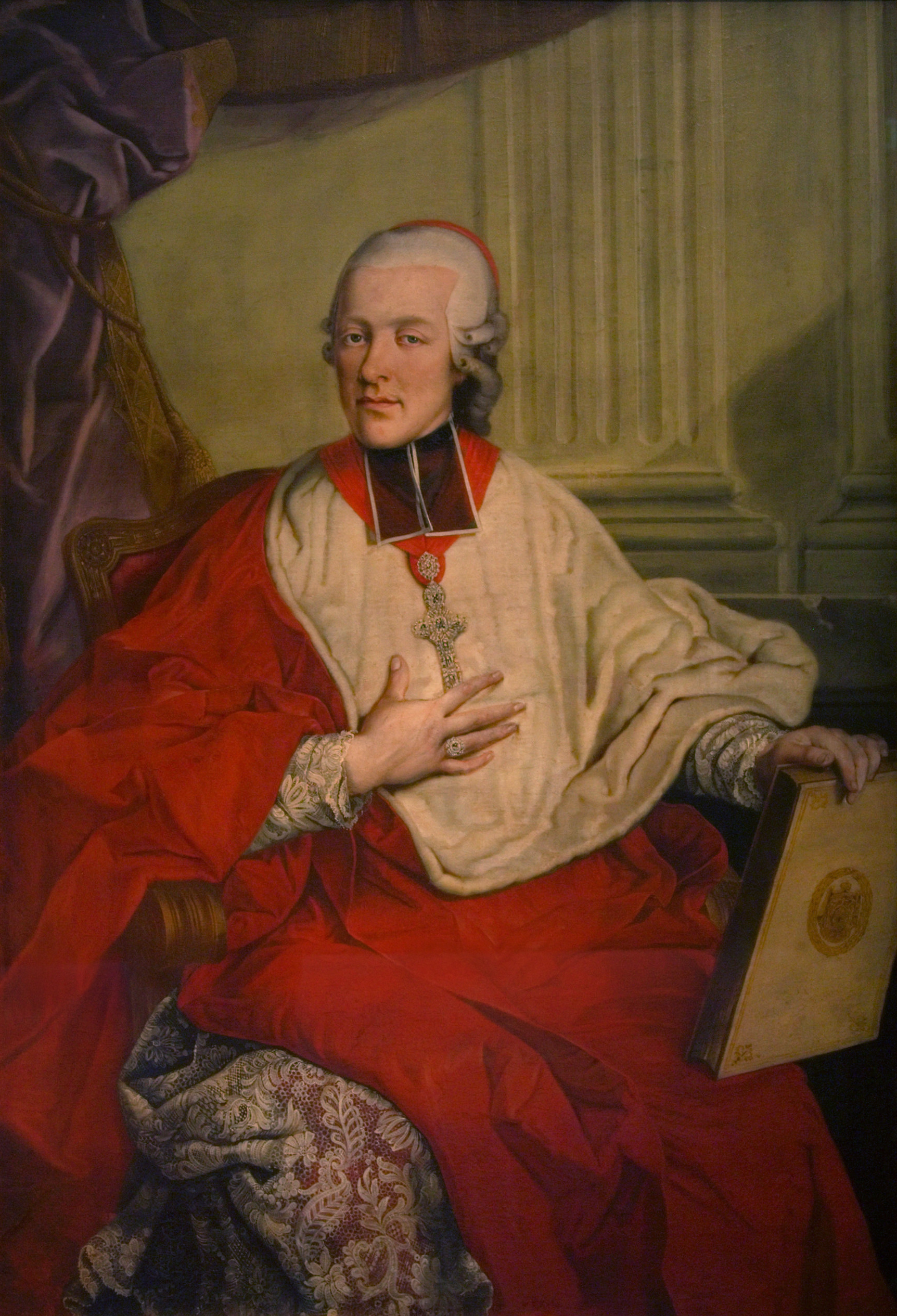
ヒエロニュムス・フォン・コロレド

コロレド・フォン・ヴァルトゼー・ウント・メルス伯爵ヒエロニュムス・フランツ・デ・パウラ・ヨーゼフ (Hieronymus Franz de Paula Josef Graf Colloredo von Waldsee und Mels, 1732年5月31日 - 1812年5月20日) は、神聖ローマ帝国（オーストリア大公国）ウィーン出身のザルツブルク大司教である。     

## 生涯・家族
1732年5月31日、ルドルフ・ヨーゼフ・コロレド伯爵の息子としてウィーンで出生。ルドルフは神聖ローマ帝国副宰相で、伯父カールはドイツ騎士団のオーストリア管区長であった。シュラッテンバッハ伯爵が亡くなった時にザルツブルク大司教の座についた。1803年、ザルツブルク大司教の地位を失う。そして1812年5月20日、ウィーンで亡くなった。

## モーツァルトに対しての態度
ヒエロニュムス・コロレド伯は、モーツァルト家と仲が悪いと伝えられるが、大司教就任当時は、モーツァルト家に厚意さえ示していた。モーツァルトと大喧嘩した末、1781年にモーツァルトをザルツブルク宮廷楽団楽長の地位から解雇した。